# Lệnh 270
Nhật lệnh 270 do lãnh tụ Liên Xô Iosif Vissarionovich Stalin thay mặt Hội đồng Quốc phòng Nhân dân của Hồng quân ký vào ngày 16 tháng 8 năm 1941. Mệnh lệnh cho binh sĩ Hồng quân không được đầu hàng, với Stalin tuyên bố "không có tù binh chiến tranh Nga, chỉ có những kẻ phản bội", và "những chỉ huy và chính trị viên đầu hàng quân thù" là "những kẻ đào ngũ cố ý, gia đình của họ sẽ bị bắt như gia đình của những kẻ đã vi phạm lời thề và phản bội tổ quốc của mình". Lệnh này quyết định rằng binh lính đào ngũ hay đầu hàng sẽ bị xử tử tại chỗ, và gia đình họ sẽ bị bắt giữ. Khoảng 5 đến 10 phần trăm tù binh Liên Xô bị bắt giữ sau khi được thả ra đã bị chuyển đến các Gulag theo lệnh này.

## Tình hình
Trong thời kỳ trước chiến tranh, hiệu quả và tinh thần của các ban chỉ huy Hồng quân rất thấp do kết quả của các cuộc thanh trừng của Stalin. Đến tháng 8 năm 1941, quân Trục đã đạt được những thành công vượt bậc trong cuộc tiến sâu vào lãnh thổ Liên Xô. Chiến lược chớp nhoáng thành công của họ đã làm mất tổ chức hệ thống phòng thủ của Liên Xô, dẫn đến việc nhiều đơn vị Liên Xô bị bao vây, bao gồm cả các binh đoàn dã chiến .
Stalin đã ban hành mệnh lệnh với tư cách là Bộ trưởng Quốc phòng của mình. Lệnh này chủ yếu nhằm mục đích nâng cao nhanh chóng hiệu quả và tinh thần của các sĩ quan.
Trong phần mở đầu, mệnh lệnh đưa ra các ví dụ về quân đội đang chiến đấu trong vòng vây, cũng như các trường hợp quân đội đầu hàng. Bài báo đầu tiên hướng dẫn rằng bất kỳ chỉ huy hoặc chính ủy nào "xé bỏ phù hiệu của họ và đào ngũ hoặc đầu hàng" đều phải được coi là những kẻ đào ngũ ác ý. Lệnh yêu cầu cấp trên xử bắn ngay tại chỗ những tên đào ngũ này. Các thành viên gia đình của họ bị bắt. Lệnh 270 yêu cầu binh lính bị bao vây sử dụng mọi khả năng để chiến đấu, và yêu cầu chỉ huy của họ chiến đấu và tổ chức kháng cự lại kẻ thù.
Theo lệnh, bất cứ ai cố gắng đầu hàng thay vì chiến đấu tiếp tục phải bị tiêu diệt và các thành viên gia đình của họ bị tước đoạt bất kỳ phúc lợi và trợ giúp nào của nhà nước . Lệnh cũng yêu cầu các tư lệnh sư đoàn phải giáng chức và nếu cần, thậm chí phải bắn ngay tại chỗ những chỉ huy không trực tiếp chỉ huy trận đánh trên chiến trường.
Nhận xét về Mệnh lệnh số 270, Stalin tuyên bố: “Không có tù binh Liên Xô, chỉ có những kẻ phản bội”.

## Yakob Dzugashvili
Gần như ngay lập tức sau mệnh lệnh này, Yakob Dzugashvili, con trai của Stalin, bị quân Đức bắt giữ khi đang chiến đấu tại Vitebsk. Quân Đức đề nghị trao đổi Yakob với viên tướng Đức là Friedrich Paulus. Tuy nhiên, Stalin không chấp thuận đề nghị này, nói rằng "Tôi không có con trai". Tháng 9 năm 1941, Julia - vợ của Yakob đã bị bắt theo lệnh trên. Tháng 4 năm 1943, Yakob bị bắn chết trong trại tập trung Đức, vợ của anh được thả ra ngay sau đó.